# Lasioglossum adriani
Lasioglossum adriani är en biart som beskrevs av Genaro 2001. Lasioglossum adriani ingår i släktet smalbin, och familjen vägbin. Inga underarter finns listade i Catalogue of Life.